# Sete tribos eslavas

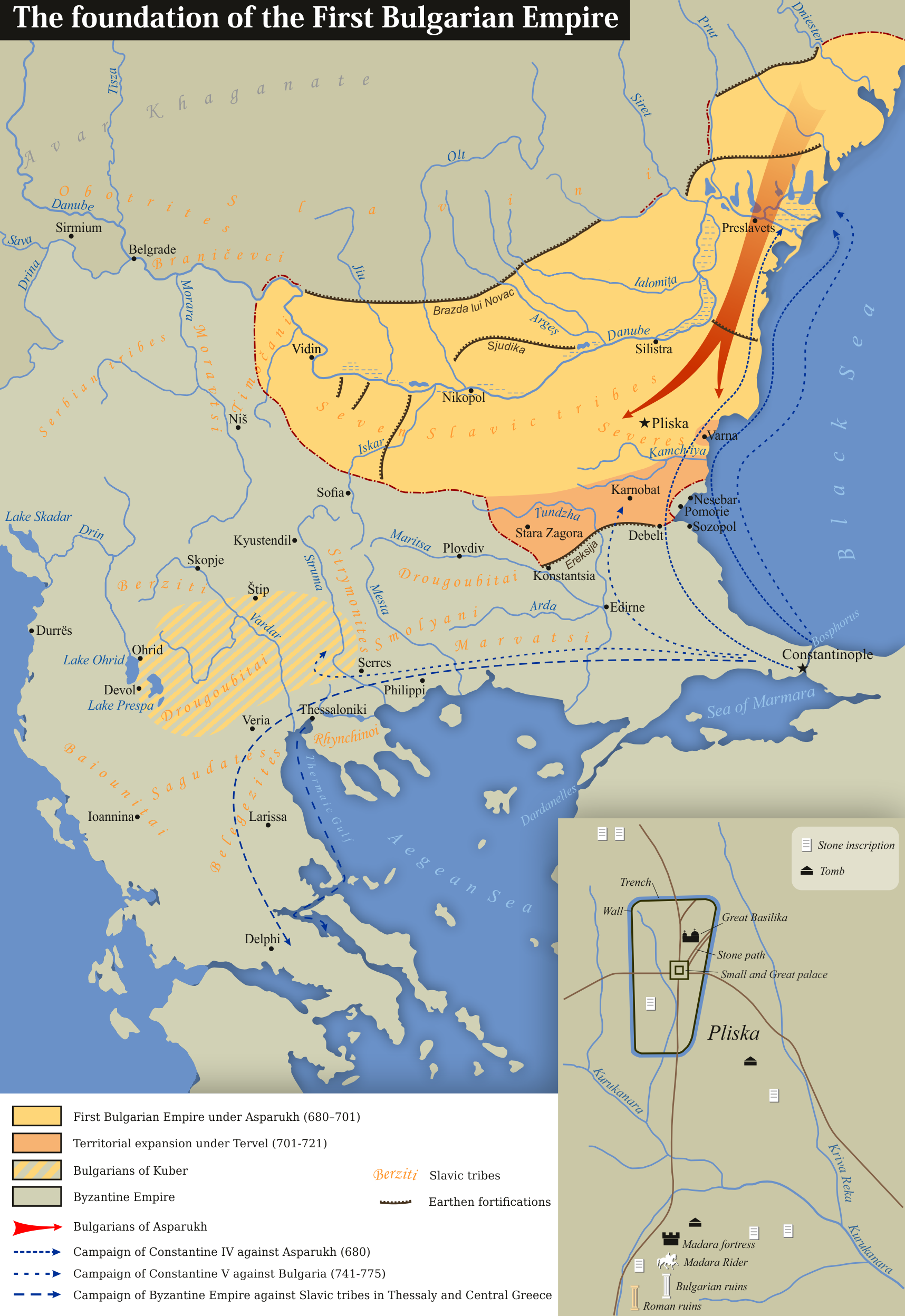
Formação do Primeiro Império Búlgaro (680).

Sete tribos eslavas (em búlgaro:  Седем славянски племена, translit.: Sedem slavyanski plemena) foi a união de tribos da planície do Danúbio criada em meados do séc. VII e que participou da formação do Primeiro Império Búlgaro juntamente com os búlgaros e - possivelmente - os severianos em 680-681.

## História
No final do séc; VII, as sete tribos eslavas se movimentaram para o ocidente e receberam a missão de defender as fronteiras oeste e noroeste do recém-fundado Império Búlgaro (a região que ia do rio Iskar subindo até sua foz no Danúbio) contra os raides Grão-Canato Avar e também alguns dos passos da cordilheira dos Balcãs, enquanto que os severianos, cuja participação na união é obscura, estavam encarregados de guardar a cordilheira mais a leste.
As sete tribos eslavas, juntamente com outras tribos eslavas do Império Búlgaro gradualmente se misturaram e formaram a etnia búlgara no séc. IX, principalmente depois da cristianização da Bulgária no reinado de Bóris I, cujas reformas privaram as diversas tribos de sua autonomia e auto-governo prévios.